# Красильников В'ячеслав Борисович
В'ячеслав Борисович Красильников (нар.. 28 квітня 1991 року, Геленджик, Краснодарський край, РРФСР, СРСР) — російський волейболіст, чемпіон світу з пляжного волейболу (2019). Срібний призер Олімпійських ігор 2020 в Токіо. заслужений майстер спорту Росії (2019).

## Спортивна кар'єра
В'ячеслав Красильников починав грати з 7-річного віку в Геленджику під керівництвом тренера Юрія Івановича Пономарьова. У класичному волейболі виступав за краснодарські команди ГУВД-«Динамо» у вищій лізі «А» і «Енергетик» у чемпіонаті Краснодарського краю.
У загальноросійських та міжнародних змаганнях з пляжного волейболу бере участь з 2009 року. Його партнерами були Артем Кучеренко, Остап Фірсов, Руслан Биканов, Андрій Болгов, Олексій Пастухов. У 2013 і 2015 роках у парі з Бикановим ставав срібним призером чемпіонатів Росії, за підсумками двох сезонів (2015 і 2016) займав перше місце в національному індивідуальному рейтингу.
У липні 2013 року в парі з Олексієм Пастуховим уперше в кар'єрі завоював медаль на етапі Світового туру, ставши бронзовим призером турніру в Анапі, а на наступному змаганні — турнірі категорії Великого шолома в Берліні — вперше зіграв разом з Костянтином Семеновим, і новостворений тандем відразу виграв срібні медалі.
У червні 2014 року Красильников і Семенов виграли срібло Anapa Open і золото турніру Великого шолома в Москві, в травні — червні 2016 року завоювали срібні медалі на турнірі серії Open в Сочі і на чемпіонаті Європи в Білі, а також бронзу на турнірі категорії великого шолома в Гамбурзі. Російська команда стала сьомою в світовому олімпійському рейтингу і отримала право виступити на Іграх в Ріо-де-Жанейро 2016 року, де домоглася найкращого результату за всю історію виступів російських «пляжників» на Олімпійських іграх, посівши 4-е місце.
Після Ріо 2016 року Костянтин Семенов повернувся до класичного волейболу, а новим напарником В'ячеслава Красильникова став Микита Лямін. У лютому 2017-го вони стали переможцями етапу Світового туру на іранському острові Кіш, в червні завоювали срібло на турнірі в Москві, золото в Гаазі і зміцнили своє лідерство в поточному рейтингу Світового туру. На чемпіонаті світу у Відні Красильников і Лямін завоювали бронзові медалі. По ходу турніру вони здобули шість перемог поспіль, але в півфіналі з мінімальною різницею поступилися господарям — Клеменсу Допплеру та Александеру Горсту. У матчі за бронзу росіяни перемогли голландців Крістіана Варенгорста і Маартена ван Ґардерена (21:17, 21:17) і стали другою командою в історії російського пляжного волейболу, яка піднімалася на п'єдестал на світових першостях. У підсумковому рейтингу Світового туру-2017 Красильников і Лямін поділили перше місце з бразильцями Андре і Евандро, а сам В'ячеслав був визнаний найкращим з гри в захисті.
З жовтня 2018 року В'ячеслав Красильников виступає в парі Олегом Стояновським. На початку сезону-2018/19 нова команда піднялася на п'єдестали пошани трьох поспіль турнірів категорії «4 зірки», взявши срібло в Янчжоу, бронзу в Лас-Вегасі і золото на змаганнях у критому приміщенні в Гаазі. У квітні 2019 року Красильников і Стояновський стали переможцями етапу Світового туру в Сямені, а в липні вибороли перше в історії Росії золото чемпіонату світу. По ходу першості, що проходила в Гамбурзі, росіяни в жодному з 8 зіграних матчів не покинули майданчик переможеними і в фіналі з рахунком 19:21, 21:17, 15:11 взяли гору над німцями Юліусом Толе і Клеменсом Віклером. 8 вересня 2019 року Красильников і Стояновський перемогли цих же суперників у вирішальному матчі фінального етапу Світового туру в Римі.

## Досягнення
- Учасник Олімпійських ігор 2016 (4-е місце).
- Чемпіон світу (2019), бронзовий призер чемпіонату світу (2017). Інші виступи: 2015 — 9-е місце.
- Срібний призер чемпіонатів Європи (2016, 2020). Інші виступи діє до: 2014, 2015 року, 2017, 2019 — 9-е місце; 2018 — 25-е місце.
- Призові місця на етапах Світового туру :
  - 1-е — Москва 2014 (GS Кіш-2017 (3*), Гаага-2017 (3*), Гаага-2019 (4*), Сяминь-2019 (4*), Рим-2019 (фінал),
  - 2-е — Берлін-2013 (GS), Анапа-2014, Сочі 2016, Москва-2017 (3*), Сяминь-2018 (4*), Янчжоу-2018 (4*),
  - 3-е — Анапа-2013, Гамбург 2016 (GS), Лас-Вегас-2018 (4*), Гштаад-2021 (4*).
- Чемпіон Росії (2018, 2019, 2020), срібний призер чемпіонатів Росії (2013, 2015).